# Mario Stefano Pietrodarchi
Mario Stefano Pietrodarchi (* 26. Dezember 1980 in Atessa, Chieti) ist ein italienischer Akkordeon- und Bandoneonspieler.

## Leben
Pietrodarchi begann im Alter von neun Jahren Akkordeon zu spielen, etwas später Bandoneon. Von 1993 bis 2001 studierte er bei Claudio Calista und Cesare Chiacchiaretta an der F. Fenaroli Civic Music School in Lanciano. Er absolvierte weiterführende Studien und Meisterkurse u. a. bei J. Mornet, W. Zubitsky, A. L. Castano, C. Rossi, Y. Shishkin und M. Pitocco. Im Jahr 2007 machte er seinen Abschluss „Mit Auszeichnung“ an der Accademia Nazionale di Santa Cecilia in Rom.
1998 vertrat er Italien bei der CMA World Trophy (Junior) in Recoaro Terme (Italien). 2000 vertrat er Italien bei der CMA World Trophy (Senior) in Alcobaça (Portugal); hier belegte er den zweiten Platz. 2001 erreichte er den ersten Platz bei der CMA World Trophy (Senior) in Lorient (Frankreich).
Pietrodarchi konzertierte europaweit sowie in Kanada, China und Korea. Des Weiteren war er zu Gast bei Festivals wie 2006 beim Montreal Jazz Festival und 2008 beim Sanremo-Festival. 2002 war er Gast beim „Premio barocco“, wo er zusammen mit der Sängerin Antonella Ruggiero auftrat.  Internationale Künstler wie Erwin Schrott verpflichteten ihn als Solobandoneonisten in ihren Formationen.
2005 arbeitete er mit der Oper Rom und der Fondazione Lirico Sinfonica Petruzzell e Teatri di Bari an der Realisierung der Oper Aufstieg und Fall der Stadt Mahagonny von Kurt Weill unter der Leitung von Jonathan Webb. 2009 gastierte er im Kolosseum in Rom u. a. an der Seite von Andrea Bocelli und Angela Gheorghiu in einem Konzert zugunsten der Erdbebenopfer in den Abruzzen.
2008 spielte er bei der Aufnahme des Soundtracks des Films Caos Calmo von Nanni Moretti und 2009 des jüngsten Films Italians von Giovanni Veronesi mit Schauspielern wie Verdone, Scamarcio und Castellitto. Komponist war jeweils Paolo Buonvino.
Martín Palmeri schrieb für Pietrodarchi u. a. das 2013 uraufgeführte Werk Duo Fantasioso.

## Auszeichnungen (Auswahl)
- 1. Preis beim Wettbewerb „Città di Latina“ in den Jahren 1995, 1996 und 1997
- 1. Preis beim Wettbewerb „Città di Montese“ im Jahr 1997
- 1. Preis beim internationalen Wettbewerb „S. Bizzarri di Morro D’Oro“ in der Juniorkategorie im Jahr 1997
- bester Italiener beim internationalen Wettbewerb „Castefidardo“ in der Jugendkategorie im Jahr 1997
- 1. Preis beim Wettbewerb „Città di Rieti“, 1999
- 1. Preis „Adamo Volpi“ beim Wettbewerb „Città di Loreto“ (AN), 2000